# حارة الصادق (أزال)

تعديل مصدري - تعديل

حارة الصادق هي إحدى حارات حي أزال بمديرية أزال في مدينة صنعاء، بلغ تعداد سكانها 3236 نسمة حسب تعداد اليمن لعام 2004.